# Krupówka (potok)
Krupówka – potok górski w Sudetach Zachodnich, w Południowym Grzbiecie Gór Kaczawskich, w Górach Ołowianych, w woj. dolnośląskim, w gminie Janowice Wielkie. Prawy dopływ Bobru o długości 4 km, spływający do niego od strony północnej ze szczytu Różanki (628 m n.p.m.) i wód Trzcińskich Mokradeł.
Potok w górnym biegu spływa w kierunku południowo-zachodnim, odsłoniętym górskim stokiem Różanki. Na poziomie około 450 m n.p.m. Krupówka skręca ostrym łukiem w kierunku południowo-wschodnim by połączyć się ze strumieniami spływającymi od zachodu z Trzcińskich Mokradeł. W swym początkowym biegu płynie wąskim, szybkim nurtem, tworząc miejscami spokojne powierzchnie wody. W środkowym biegu płynie rozległą równiną opadającą stopniowo w kierunku południowym ku rzece Bóbr. W dolnym biegu potok płynie już w korycie, który poddał się w latach 80. XX w. pracom melioracyjnym. Na lewych dopływach Krupówki założono w latach 60. i 70. XX w. rybne stawy hodowlane. Na ostatnim odcinku około 400 metrów przed wpłynięciem do Bobru przepływa wzdłuż wysokiej na 50 metrów skarpy polodowcowej. W Janowicach Wielkich na wysokości 375,1 m n.p.m. Krupówka wpływa do Bobru.
Potok biegnie zasadniczo w kierunku południowym. Zasilają go wody kilku bezimiennych strumieni, spływających z na w pół zalesionej równiny, użytkowanej rolniczo, leżącej na wschód od Trzcińskich Mokradeł i na zachód od północno-zachodniego krańca Gór Ołowianych. Krupówka na 70 proc. długości swojego biegu jest uregulowana. Potok przepływa pod główną drogą łączącą Janowice Wielkie z Radomierzem. W okresie wzmożonych opadów i roztopów wody potoku wzbierają, a nurt jest wartki. W dolnym biegu potoku znaleźć można pojedyncze okazy pstrąga i raka szlachetnego.

## Dopływy
- Kilka drobnych, bezimiennych potoków.

## Miejscowości, przez które przepływa
- Radomierz
- Janowice Wielkie